# Altorf
Altorf (en alsacià Àldorf) és un municipi francès, situat a la regió del Gran Est, al departament del Baix Rin. L'any 1999 tenia 1.100 habitants.
Forma part del cantó de Molsheim, del districte de Molsheim i de la Comunitat de comunes de la Regió de Molsheim-Mutzig.

## Demografia
| 1793 | 1800 | 1806 | 1821 | 1831 | 1836 | 1841 | 1846 | 1851 | 1856 | 1861 | 1866 |
| ---- | ---- | ---- | ---- | ---- | ---- | ---- | ---- | ---- | ---- | ---- | ---- |
| 625  | 719  | 772  | 851  | 895  | 913  | 937  | 945  | 976  | 934  | 920  | 943  |
| 1871 | 1875 | 1880 | 1885 | 1890 | 1895 | 1900 | 1905 | 1910 | 1921 | 1926 | 1931 |
| 913  | 828  | 858  | 818  | 806  | 792  | 757  | 765  | 790  | 744  | 777  | 809  |
| 1936 | 1946 | 1954 | 1962 | 1968 | 1975 | 1982 | 1990 | 1999 | 2006 | 2010 | 2012 |
| 824  | 826  | 813  | 814  | 796  | 746  | 883  | 941  | 1100 | 1170 | 1273 | 1280 |

## Administració
| Període   | Identitat         | Partit |  |
| --------- | ----------------- | ------ |  |
| 1890-1909 | Charles Schaeffer |        |  |
| 1909-1919 | Aloise Heller     |        |  |
| 1919-1927 | Aloise Voltz      |        |  |
| 1927-1942 | Auguste Salomon   |        |  |
| 1942-1944 | Lucien Vetter     |        |  |
| 1945-1947 | Aloise Schaeffer  |        |  |
| 1947-1965 | Charles Meppiel   |        |  |
| 1965-1971 | Eugène Eyder      |        |  |
| 1971-1977 | Antoine Klein     |        |  |
| 1977-1983 | Marcel Schaeffer  |        |  |
| 1983-2001 | Antoine Klein     |        |  |
| 2001-2008 | Régine Kientzi    |        |  |
| març 2008 | Gérard Adolph     |        |  |